# В своей кухне
«В своей кухне» (канн. ಒಗರೇನ್, там. உன் சமையலறையில், телугу ఉలవచారు బిర్యాని) — индийская романтическая комедия, снятая в трёх языковых версиях на каннада, тамильском и телугу, являющийся ремейком фильма Salt N' Pepper на малаялам. Премьера фильма в Индии состоялась 6 июня 2014 года. Режиссёр, продюсер, сценарист и исполнитель одной из главных ролей — Пракаш Радж. В прокате имела успех только версия на каннада.

## Сюжет
Калидаса работает в государственном департаменте археологии и является гурманом, ему 45 лет, и он до сих пор не женат. Единственный, то с ним живёт, - его повар Кришна. Навин — племянник Калидасы, который остановился у него, пока не найдёт работу. Жизнь Калидасы шла по накатанной колее, пока однажды по ошибке ему не позвонила Гаури, актриса дубляжа, живущая со своей подругой Мегханой. Гаури хотела заказать досу из ресторана, но вместо этого набрала номер Калидасы. Сначала их разговор пошёл не очень хорошо, но затем перешёл в роман на расстоянии, благодаря их общему интересу к кулинарии и еде. Калидаса — прирожденный гурман, в то время как Гаури занимается кулинарией в память о своей покойной матери. Калидаса начинает посвящать Гаури в секреты выпечки многослойного пирога под названием «Радуга Джоаны».
Калидаса и Гаури оба пугаются своей первой личной встречи, так как каждый из них осознает собственные недостатки внешности, и оба решают отправить вместо этого младшую и лучше выглядящую замену, Навина и Мегхану. Когда те встречаются, ни Навин, ни Мегхана не понимают, что другой человек является заменой, поскольку представляются как Калидаса и Гаури соответственно. Навин считает, что Калидаса действительно любит Мегхану, а Мегхана думает, что Гаури влюбленна в Навина. Они пытаются саботировать отношения своих старших коллег, сообщая Калидасе и Гаури, что человек, которого они встретили, будет непригоден для них из-за огромной разницы в возрасте и типа личности. Калидаса и Гаури пытаются забыть друг друга и в конечном итоге грустят в течение долгого времени фильма. Наконец, Калидаса сдаётся и звонит Гаури, и они решают встретиться лицом к лицу. Причём оба хотя на этом завершить отношения. Навин и Мегхана, у которых к этому времени появились чувства друг к другу, пугаются, услышав это, поскольку они боятся, что их истинная личность будет раскрыта другому. Навин наконец признается Мегхане, что он не настоящий Калидаса, и Мегхана также рассказывает свою историю. Они оба понимают путаницу и звонят Калидасе, чтобы извиниться и рассказать обо всех неизвестных тому инцидентах. Калидаса и Гаури наконец встречаются друг с другом в музее и начинают отношения.

## В ролях
- Пракаш Радж — Калидаса
- Снеха[англ.] — Гаури
- Теджус — Навин, племянник Калидасы
- Самьюкта Харнад[англ.] — Мегхана, подруга Гаури
- Урваши[англ.] — Чечи
- Айшвария[англ.] — Аша
- Санчари Виджай — Рама

в тамильской версии
- Эланго Курумавел[англ.] — Вайдхи
- Тамби Рамайа[англ.] — Кришна

в версии на телугу
- М. С. Нараяна — Вайдхи
- Брахмаджи[англ.] — Кришна

в версии на каннада
- Мандия Рамеш[англ.] — Вайдхи
- Ачьют Кумар[англ.] — Кришна

## Производство
После выхода фильма на малаялам Salt N' Pepper, Пракаш Радж купил права на ремейки этого фильма на каннада, тамильском, телугу и хинди. Это романтическая история между двумя парами, которые случайно знакомятся друг с другом, благодаря общей любви к еде. Помимо режиссуры, Пракаш планировал сам играть и быть продюсером фильма. На главную женскую роль претендовала актриса Табу, но затем вышла из проекта, и вместо неё на роль согласилась Снеха. Дебютант Теджус был выбран Пракашем на роль его племянника. Хореографию ко всем песням поставила жена режиссёра Пони Верма, также заявленная и в качестве ассистента режиссёра.

## Саундтрек
| №  | Название             | Исполнители        | Длительность |
| -- | -------------------- | ------------------ | ------------ |
| 1. | «Ee Janumave Ahaa»   | Кайлаш Кхер        | 4:15         |
| 2. | «Gaaliyaa Maatali»   | Вибхавари, Ранджит | 5:27         |
| 3. | «Manadi Belagaayite» | Картик, Рамья НСК  | 4:53         |
| 4. | «Bareyada Saalanu»   | Шаррет             | 3:26         |

| №  | Название                | Исполнители        | Длительность |
| -- | ----------------------- | ------------------ | ------------ |
| 1. | «Indha Porapudhan»      | Кайлаш Кхер        | 4:17         |
| 2. | «Eeramai Eeramai»       | Вибхавари, Ранджит | 5:29         |
| 3. | «Therintho Theriyamalo» | Картик, Рамья НСК  | 4:55         |
| 4. | «Kaatru Veliyil»        | Илаяраджа          | 3:26         |

Вся музыка написана Илаяраджей.
| №  | Название                | Исполнители        | Длительность |
| -- | ----------------------- | ------------------ | ------------ |
| 1. | «Ee Janmame Ruchi»      | Кайлаш Кхер        | 4:13         |
| 2. | «Theeyaga Theeyaga»     | Вибхавари, Ранджит | 5:24         |
| 3. | «Thelisee Theliyandila» | Картик, Рамья НСК  | 4:55         |
| 4. | «Raayaleni Lekhane»     | Шаррет             | 3:20         |